# Unterseeboot U-59 (1916)
Pour les autres navires du même nom, voir Unterseeboot 59.
L'Unterseeboot U-59 est l’un des 329 sous-marins servant dans la Kaiserliche Marine pendant la Première Guerre mondiale. L'U-59 a participé à la guerre navale et a pris part à la première bataille de l'Atlantique. Le 14 mai 1917 vers minuit, il a heurté une mine allemande et s’est brisé en deux à Horns Rev à la position 55° 33′ N, 7° 15′ E. Il a perdu 33 membres de son équipage. Il y a eu quatre survivants. L’épave du sous-marin a été localisée en 2002.
Le canon de pont du U-59 est exposé au Strandingsmuseum St. George de Thorsminde.

## Affectations
- Flottille II : du 20 novembre 1916 au 14 mai 1917.

## Commandants
- Kapitänleutnant Freiherr Wilhelm von Fircks[2] : du 7 septembre 1916 au 14 mai 1917.

## Navires coulés
| Date            | Nom              | Nationalité | Tonnage | Destin. |
| --------------- | ---------------- | ----------- | ------- | ------- |
| 7 décembre 1916 | August           | Suède       | 341     | Sunk    |
| 8 décembre 1916 | Harry            | Suède       | 81      | Sunk    |
| 13 janvier 1917 | Solvang          | Norvège     | 2970    | Sunk    |
| 16 janvier 1917 | Brenn            | France      | 2189    | Sunk    |
| 19 janvier 1917 | Gaea             | Norvège     | 1002    | Sunk    |
| 23 janvier 1917 | Sardinia         | Norvège     | 1500    | Sunk    |
| 19 mars 1917    | Charlois         | Pays-Bas    | 2786    | Sunk    |
| 20 mars 1917    | Gurre            | Danemark    | 2866    | Sunk    |
| 21 mars 1917    | Najade           | Norvège     | 1752    | Sunk    |
| 31 mars 1917    | Valacia          | Royaume-Uni | 6526    | Damaged |
| 2 avril 1917    | Snespurven       | Norvège     | 1409    | Sunk    |
| 5 avril 1917    | Canadian         | Royaume-Uni | 9309    | Sunk    |
| 6 avril 1917    | Amiral L’hermite | France      | 156     | Sunk    |
| 6 avril 1917    | Roland           | France      | 135     | Sunk    |
| 9 avril 1917    | Fremad I         | Norvège     | 1554    | Sunk    |